# Kari Kamiya
Kari Kamiya (八神 ヒカリ?, Yagami Hikari) è un personaggio immaginario delle prime due stagioni dell'anime dedicato all'universo di Digimon, Digimon Adventure e Digimon Adventure 02. Il suo nome originale giapponese, Hikari, significa "Luce" ed infatti Kari possiede la Digipietra della Luce e il Digiuovo della Luce.
Il suo Digimon partner è Gatomon e la ragazza è la sorella minore di Tai. Kari, per natura, è gentile e pura di cuore, ricercando sempre la parte migliore delle persone ed evitando di combattere quando è possibile. Tuttavia, si rivela essere una ragazza molto seria, soprattutto in situazioni difficili o comunque di pericolo, e serba dentro di sé un lato oscuro che i suoi nemici tendono a sfruttare. Kari, all'inizio di Adventure, ha otto anni e frequenta la seconda elementare.
È doppiata in giapponese da Kae Araki in quasi tutti i media, da Mao Ichimichi in Digimon Adventure tri. e Digimon Adventure: Last Evolution Kizuna, e da Misaki Watada in Digimon Adventure: e in italiano da Ilaria Latini in quasi tutti i media e da Veronica Cuscusa in Digimon Adventure: Last Evolution Kizuna.

## Preludio aDigimon Adventure
Nella prima serie Kari è studentessa di seconda elementare, come TK Takaishi.
Kari e Tai originariamente vivevano a Hikarigaoka quando erano piccoli. I due un giorno trovano un Botamon, accudendolo e facendolo crescere in un Koromon. Si tratta del primo incontro con i Digimon per entrambi. Quando Parrotmon attacca la città, Koromon, nel frattempo digievoluto Agumon, digievolve poi in Greymon ed inizia a combattere contro l'invasore per proteggere Tai e Kari. La distruzione causata dallo scontro tra i due Digimon fu etichettata come un attacco terroristico e la famiglia Kamiya si trasferì da Hikarigaoka ad Odaiba. L'essere testimoni di quell'evento sarebbe stata in futuro la ragione per cui Kari e Tai sarebbero stati coinvolti nella loro prima avventura a Digiworld.
Durante l'episodio di Adventure "Kari in pericolo", Tai rivela che Kari da piccola aveva sofferto di polmonite e che era quasi morta. Il ragazzo quindi ricorda un incidente capitato quando lei era malata, in cui lui, credendo che la sorella si sentisse meglio, l'aveva portata fuori a giocare, tenendola d'occhio mentre giocava a pallone. La bambina poco dopo era svenuta quando Tai le aveva passato il pallone; Kari rimase in ospedale per settimane e fu sul punto di morire. Inutile dire che la madre dei due si arrabbiò molto con Tai, schiaffeggiandolo per la sciocchezza combinata. Tai si aspettava che quando Kari sarebbe tornata dall'ospedale lo avrebbe odiato, non volendo più parlargli o giocare con lui di nuovo. Tuttavia, quando Kari tornò a casa, chiese immediatamente scusa a Tai per non aver colpito bene la palla, dicendogli che avrebbe capito se lui non avesse voluto giocare mai più con lei (nella versione giapponese, invece, Kari gli chiede scusa per averlo disturbato e per averlo fatto preoccupare). L'incidente, ed i successivi commenti di Kari, fecero sentire Tai molto in colpa; si spiega così l'atteggiamento di Tai assunto nell'episodio, improvvisamente iperprotettivo, arrivando anche a mettere le mani addosso a Izzy.

## Digimon Adventure
A differenza dei sette Digiprescelti originali, Kari non era presente al campo estivo: la ragazza si trovava infatti a casa con l'influenza. Incontra comunque Tai al suo ritorno da Digiworld: nel mondo reale, infatti, è ancora il 1º agosto 1999 e sono trascorsi pochi minuti dalla partenza del fratello per il campo. Kari dimostra di conoscere già Agumon e di possedere un Digivice (all'insaputa di tutti, tranne che del pubblico): Tai è costretto a ripartire quando scopre che l'equilibrio del mondo digitale è precario e che i suoi amici hanno bisogno del suo aiuto.
I due si incontrano di nuovo il giorno seguente, quando Tai e i suoi amici tornano nel mondo reale per inseguire Myotismon, giunto in Giappone con il suo esercito per trovare l'ottavo bambino prescelto ed eliminarlo. Sia i ragazzi che il Digimon vampiro sono alla ricerca dell'ottavo Digivice: Gatomon, un servo di Myotismon, è la prima a sospettare che Kari possa essere l'ultimo Digiprescelto quando lei la riconosce come un Digimon. Gatomon, inizialmente decisa ad attaccare la bambina per fugare ogni dubbio, non mette in pratica il piano ritenendosi confusa.
Con l'aiuto di Wizardmon, Gatomon scopre che Kari è l'ottavo bambino prescelto e che lei stessa è il suo Digimon partner: si spiegano così i suoi ricordi che la vedevano, perennemente, alla ricerca di qualcuno. Quando a Myotismon giunge la notizia che Gatomon ha un partner umano, egli la cattura usandola per identificare i bambini di Odaiba ma è Kari a rivelarsi spontaneamente, per far cessare le atrocità commesse dai seguaci del Digimon malvagio. Myotismon si prepara ad eliminare Kari e Gatomon, ma viene raggiunto dal resto del gruppo ingaggiando una battaglia: nel corso del combattimento, Wizardmon consegna alla ragazza la Digipietra della Luce (光の紋章 Hikari no Monshō) e si sacrifica per salvarla dall'attacco mortale del nemico. Triste per la scomparsa di Wizardmon, Kari piange invocando il potere della sua Digipietra: recuperato il Digivice, riesce a far compiere a Gatomon la superdigievoluzione in Angewomon che elimina Myotismon con la sua Freccia Sacra. L'Evil Digimon riesce però a risorgere, nelle sembianze di VenomMyotismon: Angewomon e Angemon lo trattengono brevemente, per poi lanciare le frecce di Luce e Speranza contro Tai e Matt. Ciò innesca la digievoluzione di Agumon e Gabumon al livello mega, rispettivamente in WarGreymon e MetalGarurumon. Agumon riceve il potere della megadigievoluzione dalla freccia della luce di Angewomon, Gabumon dalla freccia della speranza di Angemon. combinando i loro attacchi con quelli degli altri Digimon protagonisti, i due riescono a distruggere definitivamente VenomMyotismon.
Kari entra a Digiworld per la prima volta insieme ai sette Digiprescelti originali, nel tentativo di riportare la pace in questo mondo. In questo periodo, viene a contatto con uno strano spirito con il quale può comunicare: durante il litigio tra Tai e Matt, lo spirito si impossessa di lei e pone fine allo scontro. Un'altra possessione si verifica nella città sotterranea di Machinedramon, permettendole di liberare i Numemon dalla schiavitù di WaruMonzaemon. In precedenza, era stata colta da un malore e la situazione aveva preoccupato Tai.
Nello scontro finale con Piedmon, Kari, TK e Patamon sono gli unici a non venire colpiti dal suo incantesimo (Mimi e Palmon non erano con il gruppo al momento della battaglia, e sono anch'esse escluse dal conteggio) e cercando di scappare con una corda. Quando Piedmon taglia la corda e i due bambini cadono nel vuoto, confessa di avere paura dando a TK la forza di far compiere ad Angemon la superdigievoluzione in MagnaAngemon che sconfigge l'ultimo padrone delle Tenebre.

### Our War Game!
Mentre Tai e Izzy si trovano a casa del primo per combattere Diaboromon, Kari è alla festa di compleanno di un'amica. Tai le telefona due volte per chiederle aiuto, ma la sorella replica dicendo che non può lasciare la festa poiché sarebbe stato un gesto scortese verso i suoi amici: alla festa sarebbe inoltre arrivato un mago e lei si è già offerta di partecipare al suo trucco del corpo tagliato a metà. Tai le risponde con astio, dicendole di fare in modo che «la metà con i piedi corra a casa il più velocemente possibile».
Nel maggio 2000, Kari torna nel mondo digitale e rilascia il potere della sua Digipietra per liberare i Digimon Supremi: la conseguenza è l'impossibilità per Gatomon di superdigievolvere Angewomon.

## Digimon Adventure 02
Kari è cresciuta sotto diversi punti di vista durante i due anni e mezzo/tre anni che separano Adventure e Adventure 02; la ragazza è diventata più matura, spensierata e coraggiosa. Fisicamente, Kari è diventata più alta e ha rimpiazzato il fischietto sempre al suo collo in Adventure con una fotocamera digitale (la ragazza aveva regalato il suo fischietto a Gatomon quando aveva lasciato Digiworld la prima volta). Kari si diverte a fare foto e le piace fare scherzi terra terra e prendere in giro i suoi amici. Quando i Digiprescelti si recano a Digiworld, i loro abiti cambiano; mentre Davis, Yolei e Cody cambiano completamente i loro abiti, TK e Kari cambiano solo le scarpe, anche se Kari indossa anche un paio di guanti rosa senza dita. Poiché Davis - nuovo Digiprescelto e leader - ha una cotta per lei, Kari lo prende spesso in giro flirtando con TK. TK e Kari hanno un rapporto molto speciale, creato non solo dalle loro precedenti avventure a Digiworld, ma anche dal corso degli eventi quando lui percepisce i sentimenti della ragazza mentre si trovano nel Mondo delle Tenebre. Kari sembra piacere sia a TK che a Davis, ma la ragazza non rivela mai i suoi veri sentimenti; Davis spesso diviene geloso, cosa che a volte rende Kari frustrata, altre volte la fa ridacchiare o ridere a crepapelle.
Mentre i Digiprescelti sono alla ricerca dell'Anello Sacro di Gatomon, Kari, Yolei e Ken (l'ex Imperatore Digimon, divenuto poi un Digiprescelto) arrivano in qualche modo nel Mondo delle Tenebre e alla fine al Mare Oscuro di Dragomon, dove Kari inizia a perdere la calma a causa della sua precedente visita. Lei e Ken non riescono a resistere al richiamo del Mare Oscuro. Inoltre, un Blossomon inviato da Arakenimon approfitta di questa difficile situazione. Le parole di Yolei ed un suo schiaffo riportano Kari alla normalità. Tuttavia, questa esperienza, che ha stretto molto il legame tra le due ragazze, conferisce ad Aquilamon e Gatomon il potere di DNAdigievolvere Silphymon; permette inoltre a Kari di aiutare Ken, ancora in crisi.
Durante il periodo di Natale, Kari, Izzy ed i loro Digimon vengono spediti ad Hong Kong per aiutare i Digiprescelti asiatici, dove tutti e tre i Fratelli Hoi si prendono velocemente una cotta per lei. Dopo aver rispedito tutti i Digimon a Digiworld e aver distrutto tutti gli Obelischi di Controllo, Kari e gli altri Digiprescelti devono affrontare la minaccia di Yukio Oikawa. L'uomo rapisce Ken ed impianta il Seme delle Tenebre, appena estratto dal corpo del Digiprescelto, in altri bambini. Kari e gli altri Digiprescelti non capiscono fino alla fine che Oikawa era controllato dallo spirito disincarnato di Myotismon.
Dopo aver raccolti i Semi delle Tenebre, Myotismon emerge dal corpo di Oikawa, divenendo MaloMyotismon. Dopo l'inizio del combattimento, MaloMyotismon crea un mondo fatto di illusioni; ogni Digiprescelto è soggetto ai suoi veri desideri e voleri. Il desiderio di Kari è quello di vedere esseri umani e Digimon vivere fianco a fianco, creando un unico mondo migliore per tutti. Gatomon e Raidramon la liberano dall'illusione, ricordandole che non importa quanto sia bello ciò che vede, in realtà le cose non stanno (ancora) così. Quindi la ragazza si riunisce agli altri Digiprescelti, tutti in procinto di liberarsi dall'illusione. Kari quindi usa il potere della Dimensione da Sogno, desiderando che Gatomon divenga più forte; il Digimon digievolve Angewomon e Nefertimon, DNAdigievolvendo poi con Aquilamon per formare Silphymon, con le tre forme che appaiono allo stesso tempo. Alla fine del combattimento, Kari vede uno dei suoi sogni divenire realtà. Sia il mondo reale che quello digitale vivono ora in pace, insieme.
Nell'anno 2027 (25 anni dopo) Kari è diventata una maestra d'asilo, esattamente come desiderava, ed ha un figlio, che ha un Salamon come Digimon partner.

### Hurricane Touchdown/Supreme Evolution! The Golden Digimentals
Quando TK e Kari visitano Mimi a New York, incontrano Willis, Terriermon e Wendigomon, con quest'ultimo che perseguita Willis e causa molti danni durante il combattimento che ne consegue. Kari e TK decidono di aiutare Willis, prima mandando una mail agli altri nuovi Digiprescelti, che partono per l'America, poi salendo su un treno per il Colorado, ma il loro treno viene bloccato da Wendigomon, così che i due sono costretti a proseguire a piedi. Kari e TK riescono a raggiungere gli altri durante il combattimento con Kerpymon. Angewomon e Angemon digievolvono nelle loro forme di livello mega, Magnadramon e Seraphimon, per rilasciare il potere delle Digiuova d'Oro per permettere a Veemon e Terriermon di armordigievolvere Magnamon e Rapidmon.

### Diaboromon Strikes Back!
Tre anni dopo gli eventi di "Our War Game!", il malvagio Diaboromon ripristina il suo regno del terrore su Internet. I Kuramon iniziano ad emergere nel mondo reale tramite e-mail e televisioni, così, mentre Tai, Matt ed i loro Digimon si avventurano nel cyberspazio per combattere Diaboromon ancora una volta, gli altri si occupano di rintracciare i Kuramon. Kari e Yolei sono le prime a trovarne uno e lo catturano, spedendolo poi a Izzy affinché possa esaminarlo. Quando Omnimon non riesce a combattere ad armi pari con Diaboromon a causa dei Kuramon, Kari, TK ed i loro Digimon vanno ad aiutare i loro fratelli maggiori. Quando la battaglia si sposta nel mondo reale, Kari è costretta ad assistere alla battaglia tra Imperialdramon e Armageddemon.

### Michi e no Armor Shinka
Kari viene rapita da Boltmon, insieme a Mimi e Sora. Quando Pukumon fa la sua apparizione insieme ad un Obelisco di Controllo, Joe si scontra con Digiuovo della Conoscenza, permette a Gatomon di armordigievolvere Butterflymon.

### Digimon Adventure 02 Original Story 2003nen -Haru-
Nella traccia di Kari di questo drama audio, Il corso introduttivo di Kari sui partner, Kari ha iniziato a registrare un video per una classe, insegnando ai nuovi Digiprescelti come comportarsi per essere buoni partner per i propri Digimon. La ragazza parla anche di alcune sue esperienze con Gatomon e di Digiworld. Quasi alla fine della traccia, si scopre che la sorella di Davis, Jun, il nonno di Cody, così come entrambe le sorelle maggiori di Yolei ed i fratelli di Joe, sono tutti diventati Digiprescelti ed hanno bisogno di assistenza a Digiworld. Kari e gli altri quindi si muovono per aiutare i nuovi Digiprescelti nelle loro avventure. Viene successivamente rivelato che il video di Kari in futuro sarebbe stato "sorprendentemente utile".

## Digimon Adventure tri.
Tre anni dopo la morte di Malomyotismon, Kari ha 14 anni e frequenta la terza media. Dopo la comparsa di un Kuwagamon, durante una partita di calcio di suo fratello Tai, viene arruolata insieme agli altri Digiprescelti dai servizi segreti per difendere la città dai Digimon infatti. È rimasta molto amica di T.K e ha un ottimo rapporto con suo fratello, il quale però si mostra non poco geloso nei confronti delle molte attenzioni che la sorella riscuote tra i compagni di classe.

## Digimon Adventure V-Tamer 01
Durante una delle battaglie combattute da bambina, Kari e gli altri nuovi Digiprescelti incontrano Parallelmon, che assorbe lei, Yolei, Cody e TK e spedisce inavvertitamente Davis nel mondo di V-Tamer 01. Una volta lì, Davis incontra Taichi Yagami e Zeromaru, mentre Kari e gli altri cercano di aiutare Davis dall'interno del mostro, ricreando il Digiuovo dei Miracoli. Con il mostro distrutto dall'intervento di Magnamon, Davis ed i suoi amici ritornano alla loro continuity.

## Poteri e abilità
Kari sembra dotata di poteri che travalicano quelli di un normale essere umano, e che la pongono ad un livello superiore rispetto agli altri bambini prescelti. Dotata di una sorta di empatia, che le permette di percepire il mondo digitale ad un livello apparentemente superiore, ha ospitato più volte nel suo corpo un misterioso spirito che, in Digimon Adventure Tri., viene rivelato chiamarsi Homeostasis, e di essere l'entità che regola l'intera esistenza di Digiworld.
In quanto prescelta della luce, il suo potere è il più dannoso per la maggior parte dei digimon malvagi, mentre all'opposto può infondere una grande energia tanto a Gatomon quanto a tutti gli altri digimon, permettendo loro di evolversi anche nelle situazioni in cui non ne sarebbero capaci. Tuttavia, sempre in Digimon Adventure Tri., questo potere si rivela essere una lama a doppio taglio, poiché nella grande empatia che lega Kari al mondo digitale risiede anche la sua più pericolosa debolezza; infatti, in occasione dell'apparente morte di Tai a seguito dello scontro con Alphamon e Raguelmon, lo shock si rivela tale da permettere all'energia malefica di Gennai di corromperla, costringendo Gatomon a digievolvere in Ophanimon Fallen Mode e a scagliarsi contro la Terra per ordine della sua stessa padrona.

## Character song
Kari dispone di tre image song, "Holy Light" ("Luce sacra"), "Yasashii Ame" ("Pioggia leggera") e "Reflection" ("Riflessione" o "Riflesso"), così come una quarta, cantata con Gatomon (Yuka Tokumitsu), chiamata "Shining Star" ("Stella splendente"). In Digimon Adventure Tri. ne possiede una quarta intitolata "Ring".

## Accoglienza
Justin Carter di Twinfinite ha classificato Kari come il settimo miglior Digiprescelto.
Secondo un sondaggio condotto da Manga Entertainment, Kari è risultata il sesto personaggio preferito dagli utenti, ottenendo il 7% delle preferenze.